# Monumenta Estoniae Antiquae

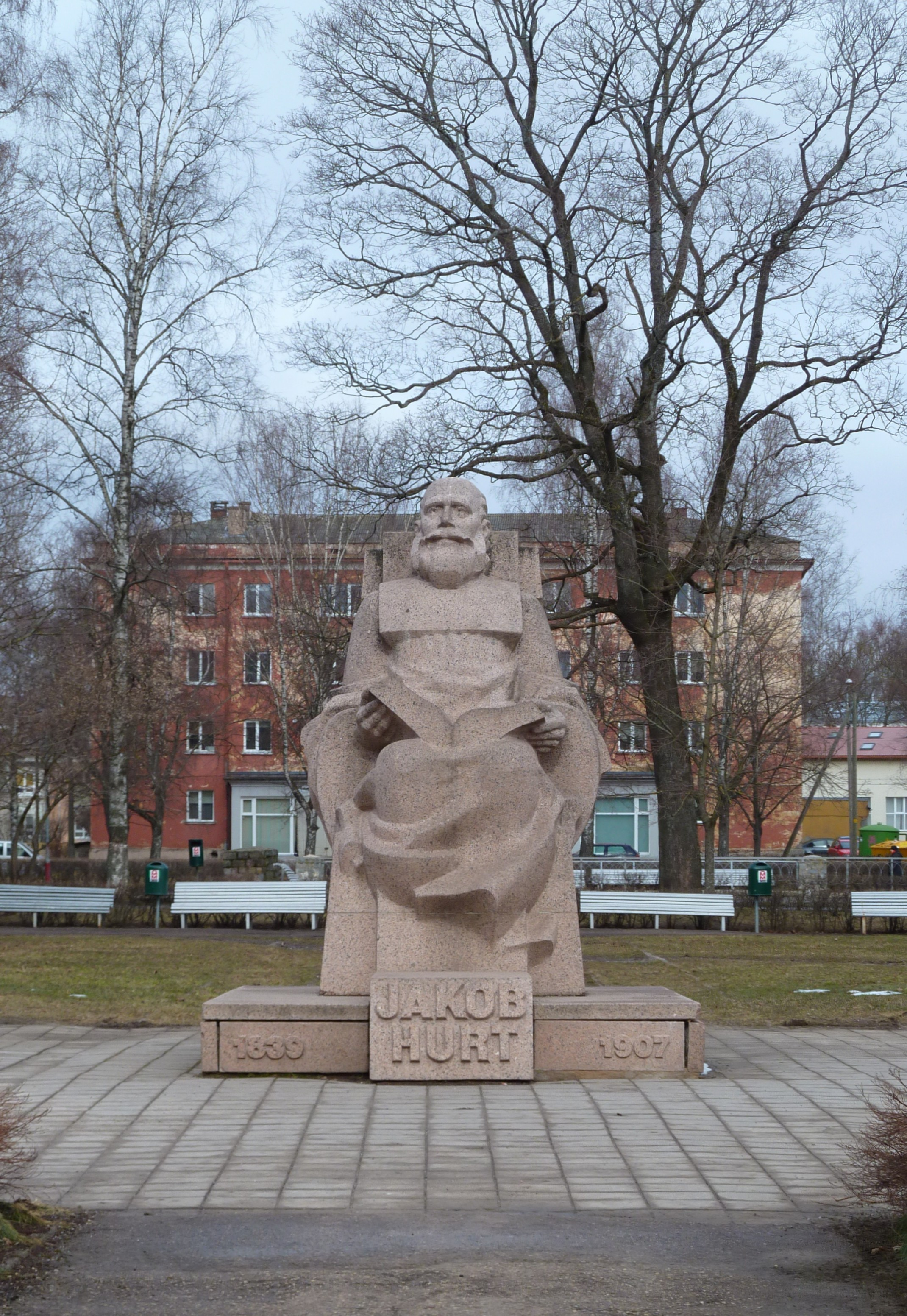
Памятник создателю «Monumenta Estoniae Antiquae» Якобу Хурту в Тарту

«Monumenta Estoniae Antiquae» — корпус эстонских народных песен, содержащий около 800 000 страниц рукописей 100 000 произведений в стандартном хорейном диметре. Является одним из самых крупных и значимых собраний фольклора в мире.

## История
Научный интерес к  эстонскому фольклору зародился в начале XIX века. В 1839 году было образовано Эстонское общество знаний (эст. Õpetatud Eesti Selts), которое занялось организованным сбором эстонского фольклора. При координации общества  был записан эстонский эпос «Калевипоэг», работу над которым начал Фридрих Фельман, а закончил Фридрих Крейцвальд.
В 1843 году Крейцвальд высказал идею систематического сбора эстонского фольклора. Александр Неус, при поддержке Общества эстонской литературы (эст. Eesti Kirjameeste Selts), основанного в 1842 году, опубликовал три тома антологии эстонских песен в 1952 году. Это издание, в которое вошли 1300 песен, считается первой научной публикацией на данную тему.
В 1872 году, вскоре после того как Общество эстонской литературы возглавил Якоб Хурт, по всей Эстонии начался целенаправленный сбор фольклора. Запись и редактирование песен координировал сам Хурт, сумевший привлечь к работе около 1400 добровольцев, выступая с обращениями лично, через прессу и письма. По задумке Хурта, собранные материалы должны были выйти в шести томах под общим заглавием «Monumenta Estoniae Antiquae».
Между 1875 и 1886 годами из печати вышло два тома народных песен, объединённых общим заглавием «Vana Kannel» («Alte Harfe» на немецком, дословно «старое кантеле»). В каждый том вошли материалы, собранные в одном приходе — таким образом был установлен принцип географического и диалектного, нежели тематического, единства. «Vana Kannel I» включал в себя песни, собранные в приходе Пылва на юго-востоке Эстонии; в «Vana Kannel II» вошли песни прихода Колга-Яани в центре Эстонии. Хурт практически закончил работу над третьим томом с песнями прихода Вильянди, но сложности публикации и постоянный приток нового материала помешали его выпустить.
Между 1904 и 1907 годами, при поддержке Общества финской литературы, Хурт опубликовал в трёх томах коллекцию песен «Setukeste laulud». В него пошли материалы, собранные в области Сетумаа на юге Эстонии. В конце 1907 года Якоб Хурт умер.
В 1930-е годы Эстонский фольклорный архив возродил первоначальный проект Хурта и выпустил III и IV тома «Vana Kannel» в 1938 и 1941 годах соответственно. Вышедшие под общей редакцией Герберта Тампере, третий том содержал песни, записанные в приходе Куусалу, четвертый — в приходе Каркси. Готовился к печати пятый том, посвящённый фольклору острова Муху, но публикации помешала Вторая мировая война. К этому моменту были опубликованы песни четырёх приходов и области Сетумаа из общего числа в 112 приходов.
В советский период проект «Monumenta Estoniae Antiquae» возобновился в середине 1950-х годов. К выпуску было запланировано 40 томов: в 1960 должен был выйти том с песнями прихода Хальяла на острове Сааремаа, затем ежегодно должен был появляться очередной том. Работу совместно выполняли Музей литературы и Тартуский университет. Однако книги не появлялись до 1985 года, когда в свет вышел «Vana Kannel V» с песнями прихода Мустьяла. «Vana Kannel VI» (приход Хальяла) увидел свет в 1989. После обретения независимости в Эстонии были опубликованы «Vana Kannel VII» (приход Кихну, 1997) и «Vana Kannel VIII» (приходы  Йыхви и Ийзаку, 1999).